# لافترية صفراء
لافترية صفراء (الاسم العلمي:Lavatera flava) هي نوع من النباتات يتبع جنس اللافترية من الفصيلة الخبازية.